# شهرستان استیرنز (مینه‌سوتا)
شهرستان استیرنز، مینه‌سوتا (به انگلیسی: Stearns County, Minnesota) شهرستانی در ایالات متحده آمریکا است که در مینه‌سوتا واقع شده‌است.